# Samara-Radica
Samara-Radica (ros. Самара-Радица) – przystanek kolejowy w miejscowości Radica-Kryłowka, w okręgu miejskim Briańsk, w obwodzie briańskim, w Rosji. Położony jest na linii Briańsk – Smoleńsk.